# Djenné
Djenné (također Dienné ili Jenne) je povijesni gradić u unutrašnjem porječju Nigera u središnjem Maliju. Nalazi se 5 km sjeverozapadno od rijeke Bani, u njegovoj poplavnoj dolini (Niger teče daleko na zapadu i sjeveru), te 130 km jugozapadno od grada Moptija, središta pokrajine. Ima oko 33.000 stanovnika etnički miješanog sastava i upravno je središte istoimenog okruga u pokrajini Mopti. Naziv mu dolazi od izraza na bozo jeziku koji znači "duh vode".
Djenné je najpozantiji po svojoj drevnoj arhitekturi, odnosno građevinama od opeke i blata, od kojih je najpoznatija Velika džamija rekonsturirana 1907. god. U prošlosti je Djenné bilo važno trgovačko, kulturno i obrazovno središte, te je nekoliko puta bilo osvajano. Smatra se jednim od najstarijih gradova subsaharske Afrike, a njegovo povijesno središte je od 1988. godine UNESCO-ova svjetska baština. God. 2016. Stari grad Djennéa je upisan i na popis ugroženih mjesta svjetske baštine zbog regionalne nesigurnosti, sve lošijeg stanja starog grada, urbanizacije i erozije.

## Povijest
Godišnje poplave Nigera i njenih pritoka je bitan prirodni fenomen u području Djenné i cijeloj unutrašnjosti delte Ngera. Poplava pokriva sve osim nekoliko brežuljaka, poznatih kao toguère ("nasip"). Iskapavanja provedena 1977., 1981., 1996. i 1997. godine, na toguèrima Djennéa (Djenné-Djeno, Hambarketolo, Tonomba i Kaniana), su otkrila izvanredno poglavlje ljudske povijesti iz 3. stoljeća prije Krista. Na vidjelo je izašla arheološka cjelina koja svjedoči o pred-islamskoj urbanom kompleksu s obiljem kružnih ili pravokutnih konstrukcija lokaliteta nasipa djenné s brojnim arheološkim ostacima (pogrebne staklenke, keramika, mlinovi, vodenice i sl.).
Oni su arheološki dokazi o naseljenosti grada od 250. pr. Kr. (kultura Djenné-Djeno) do 14. stoljeća kada postaje važno trgovačko središte na karavanskoj transsaharskoj trgovini. Razlikujemo nekoliko faza naselja Djenne. Prva je pred-urbana faza, kada je narod Bozo živio samo od ribolova i uzgoja riže. Faza urbanizacije je vjerojatno počela dolaskom naroda Nono kada je Djenne postao trgovačko središte u trans-saharskoj trgovini zlatom, a koja je počela u 9. ili 10. stoljeću, kao odgovor na pojačanu muslimansku potražnju.
U 14. stoljeću nasip Djenné-Djeno je napušten u korist Djennéa, koji je bio naseljen od 11. stoljeća. Priča o žrtvovanju mlade djevojke Tepame, koja je živa zazidana kako bi se osigurao prosperitet gradu, mora biti smještena u vjerski kontekst vremena kada animistička uvjerenja i fetišizam još nisu suzbijena islamom. Iako su ga donijeli još Marka trgovci, islam nije zaživio do kraja 13. stoljeća, kada je sultan Koumboro preobraćen na islam. On je napustio svoju palaču i pretvorio ju u prvu džamiju Djennéa koja je uništena 1830. godine.
Poput Timbuktua, i Djenné je uživao svoje zlatno doba tijekom 15. i 16. stoljeća. U to vrijeme on je bio glavno središte širenja islama koje su više puta osvajali stranci. Najprije Marokanci 1591., a nakon toga Fulbe (Peulh) 1810., te narod Toucouleur 1862., i na kraju francuske kolonijalne trupe 1893. godine. No, svo to vrijeme Djenné nije bio podvrgnut velikim urbanim promjenama sve do neovisnosti Malija 1960. god. Najveća promjena tijekom kolonijalnog razdoblja je bila obnova Velike džamije 1906. – 7. god. Međutim, ovaj spomenik, koji je izgrađen za 3.000 vjernika, je prilično uspješna mješavina lokalnih vjerskih građevina.

## Znamenitosti
Grad Djenné se širi preko nekoliko toguèrea (nasipa) presječen širokim drvoredom. Jugom tržnice dominira Velika džamija, a s obje strane tog prolaza, preko drevnih parcela od oko 20 ha, nalzi se oko 1.850 tradicijskih kuća (popisanih 1982. god.).
Stari gradovi Djennéa se sastoje od četiri arheološka lokaliteta u Djennéu: Djenné-Djeno, Hambarkétolo, Kaniana i Tonomba, koji su 1988. godine, zajedno s 48,5 hektara današnjeg grada Djennéa, upisani na UNESCO-ov popis mjesta svjetske baštine u Africi kao "najstariji podsaharski grad u Africi".
Tadicionalne kuće (od kojih je sačuvano skoro 2.000) su izgrađene na vještačkim brežuljcima (toguere) kako bi se sačuvali od sezonskih poplava rijeke Bani, a najstarije su nastale u 15. i 16. stoljeću kada je Djenne bio vjersko središte Zapadne Afrike. Glavna odlika ove domaće arhitekture, pod utjecajem Maroka, je njihova okomitost. Dvokatne fasade su poduprte punktiranim gredama, a posebno detaljno su izrađeni njihovi ulazi.
Velika džamija u Djennéu je najveća zgrada od opeke i blata na svijetu koju mnogi arhitekti smatraju najvećim dostignućem sudano-sahelske arhitekture, iako se na njoj vide i očiti islamski uticaji. Prva džamija na toj lokaciji je sagrađena u 13. stoljeću, a trenutna građevina datira iz 1907. godine. Osim što predstavlja središte društvenog života u Djennéu, smatra se jednom od najvećih znamenitosti Afrike općenito.
Osim toga, u povijesnoj jezgri se nalaze i suvremene zgrade, koja datiraju iz vremena proširenja granica grada. Posebno treba spomenuti i luke Djennéa (kojih ima 17), pogotovo Bambana, gdje se vežu piroge (drvene brodice) na dolasku iz Timbuktua.
- Velika Džamija u Djennéu
- Tri minareta Velike džamije iza tržnice u Djenneu
- Edmond Fortier, Ulica Djennea iz 1906. god.
- Tradicionalne kuće Djennea
- Most kod Djennéa

## Vanjske poveznice
- video na službenim stranicama UNESCO-a (engl.)
- Fotografije iz 1906.
- Obnova Velike džamije 2009. god. (engl.)
- UNESCO-ov program očuvanja zemljane arhitekture (s popisom zemljanih građevina koja su svjetska baština) (engl.)
- Fotografije na ourplaceworldheritage.com  Arhivirana inačica izvorne stranice od 5. ožujka 2016. (Wayback Machine)

|  | Zajednički poslužitelj ima još gradiva o temi Djenné |